# Kentico CMS
Kentico CMS egy webtartalom-kezelő rendszer (angolul WCMS) online áruházak, intranet és a Web 2.0 közösségi weboldalak fejlesztésére. Kentico használatban van több mint 18.000 webhelyen 90 országban. Kentico CMS ASP.NET és a Microsoft SQL Server technológiai platformon alapul. Weboldalak egyszerű fejlesztését portál felhasználói felület teszi lehetővé egyúttal Visual Studio felhasználása is lehetséges. Kentico kompatibilis a Microsoft Windows Azure Platformal.

## Történelem
Kentico Software által kifejlelsztett Kentico CMS és Kentico EMS. Céget 2004-ben alapította Peter Palas. A jelenlegi székhelye Brünn, Csehország. 2008-ban nyitotta meg első amerikai irodáját, 2010-ben hozzáadott irodát Egyesült Királyságban és második irodát az Egyesült Államokban. Vállalkozás növekedése során néhány díjjal volt megtisztelve, azok közül 2010-ben nevezték ki a leggyorsabban fejlődő technológiai cégnek Csehországban a Deloitte FAST 50 versenyében, amit  ötéves  növekedés 1781% ért el. Magas ipari elismerést igazolja a Red Herring 100 Europe Award, DevProConnections Community Choice Awards vagy IT Product of the Year award.

## Modulok
Kentico CMS fejlesztési lehetőségei öt fő területet fed: Content Management, E-commerce, Social Networking, Intranet and Online Marketing. Kentico CMS jelenleg több, mint 70+ modult és 400+ kijelzőt tartalmaz.

## Funkciók
- A/B és multivariáns tesztelés
- Geo térképezés
- Web analízis
- Lead scoring[4][5]
- E-mail-marketing
- Testre szabható szerepek
- Windows hitelesítés
- Kész honlap sablonok (Corporate Site, E-commerce Site, Personal site, Community site, Intranet portal)
- Tartalomkezelés rendszer munkakezeléssel, szerkesztéssel és hozzáférési engedélyekkel
- Teljes forráskód hozzáférése
- Ajax támogatás
- Mobil web támogatás
- Sharepoint támogatás
- Nyílt API
- Tagság és biztonsági részlegek
- Többnyelvű támogatás, UNICODE és RTL támogatás
- Mobilalkalmazás és navigáció (drop-down, tree, UL list menu, tabs)
- Szabványos és egyéni vezérlők ASP.NET integrációja
- Visual Studio .NET és ASP.NET támogatás
- Tartalmaz WYSIWYG szerkesztés
- Keresőoptimalizálás (SEO)
- Web standardok: XHTML, táblázat vagy CSS elrendezés, WAI

további funkciók...

## Fordítás
Ez a szócikk részben vagy egészben  a   Kantico CMS című angol Wikipédia-szócikk ezen változatának fordításán alapul.  Az eredeti cikk szerkesztőit annak laptörténete sorolja fel. Ez a jelzés csupán a megfogalmazás eredetét és a szerzői jogokat jelzi, nem szolgál a cikkben szereplő információk forrásmegjelöléseként.